# غوتفريد هونيغر
غوتفريد هونيغر هو مصمم جرافيك ورسام سويسري، ولد في 12 يونيو 1917 في زيورخ في سويسرا، وتوفي بنفس المكان في 17 يناير 2016.

## وصلات خارجية
- غوتفريد هونيغر على موقع ميوزك برينز (الإنجليزية)
- غوتفريد هونيغر على موقع ديسكوغز (الإنجليزية)